# 菊池浩
菊池 浩 （きくち ひろし、1963年11月6日 - ） は、日本の検察官。

## 人物
茨城県出身。1988年東京大学法学部卒業後、1990年東京地方検察庁検事任官。
2008年法務省刑事局参事官、2011年東京高等検察庁検事、2014年法務省入国管理局総務課長、2015年東京地方検察庁交通部長、2016年法務省大臣官房審議官 (国際・人権担当) 、2018年奈良地方検察庁検事正、2019年4月1日人権擁護局長、2021年7月16日最高検察庁検事、2022年8月2日出入国在留管理庁長官。2024年7月9日名古屋高等検察庁検事長。2025年7月17日大阪高等検察庁検事長。